# Поставщик услуг беспроводного интернета
Поставщик услуг беспроводного Интернета (WISP) — это интернет-провайдер, основанный на беспроводной сети. Технология может включать обычную беспроводную ячеистую сеть Wi-Fi или запатентованное оборудование, предназначенное для работы в открытых полосах частот 900 МГц, 2,4 ГГц, 4,9, 5, 24 и 60 ГГц или лицензированных частотах в диапазоне дециметровых волн (включая диапазон частот MMDS), LMDS и другие полосы от 6 ГГц до 80 ГГц.
В США Федеральная комиссия по связи (FCC) опубликовала доклад и приказ FCC 05-56 в 2005 году, в котором были пересмотрены правила FCC для открытия полосы 3650 МГц для наземных беспроводных широкополосных операций. 14 ноября 2007 г. Комиссия опубликовала публичное уведомление (DA 07-4605), в котором Бюро беспроводной связи объявило дату начала процесса лицензирования и регистрации для полосы частот 3650-3700 МГц.
По состоянию на июль 2015 года в США действует более 1280 операторов фиксированной беспроводной широкополосной связи, что составляет 51 % населения США.

## История
Первоначально WISP были обнаружены только в сельских районах, не охваченных кабельным телевидением или XDSL. Первым WISP в мире был LARIAT, некоммерческий сельский телекоммуникационный кооператив, основанный в 1992 году в Ларами, штат Вайоминг. Изначально LARIAT использовал оборудование WaveLAN, изготовленное корпорацией NCR, работающее в нелицензированном радиодиапазоне 900 МГц. LARIAT стал частным в 2003 году и продолжает существовать как коммерческий поставщик услуг беспроводной связи.
Еще одним ранним WISP была компания Internet Office Parks в Йоханнесбурге, Южная Африка, которая была основана Роем Патером, Бреттом Эйри и Аттилой Баратом в январе 1996 года, когда они осознали, что южноафриканский оператор связи Telco не может удовлетворить спрос на выделенные интернет-каналы для использования в бизнесе. Используя то, что было одним из первых продуктов беспроводной локальной сети, доступных для беспроводного сканирования штрих-кодов в магазинах, под названием Aironet (В настоящее время принадлежит Cisco), они выяснили, что, если бы они запустили специальный канал Telco в самом высоком здании в бизнес-области или CBD, они могли бы беспроводным способом «подключить» все остальные здания обратно к этой основной точке и потребовалось бы только одно соединение от Telco для подключения сотен предприятий одновременно. В свою очередь, каждое «спутниковое» здание было подключено к сети Ethernet, чтобы каждая компания, подключенная к локальной сети Ethernet, могла мгновенно получить доступ к Интернету. Из-за незрелости беспроводных технологий, проблем безопасности и постоянно вынужденной Telkom SA (Тогда правительственная Telco в ЮАР) прекратить обслуживание, компания закрыла свои двери в январе 1999 года.
По состоянию на май 2008 года в Чехии насчитывалось 879 WISP на основе Wi-Fi, что делало ее страной с большинством точек доступа Wi-Fi во всем ЕС. Предоставление беспроводного Интернета имеет большой потенциал для уменьшения «цифрового разрыва» или «разрыва в Интернете» в развивающихся странах. Geekcorps активно помогает в Африке, в том числе в создании беспроводных сетей. Примером типичной системы WISP является система, развернутая беспроводными сетями Gaiacom, которая основана на стандартах Wi-Fi. Проект «Один ноутбук на ребенка» (One Laptop Per Child) в значительной степени опирается на хорошее интернет-соединение, которое, скорее всего, может быть обеспечено в сельской местности только при наличии спутникового или беспроводного доступа в Интернет. В странах с высокой стоимостью Интернета, таких как Южная Африка, цены были резко снижены благодаря тому, что правительство выделило спектр для небольших WISP, которые способны обеспечить высокоскоростную широкополосную связь по гораздо более низким ценам
Некоторые сети WISP были запущены в сельских районах Великобритании для решения проблем, связанных с плохим широкополосным XDSL-обслуживанием (пропускной способностью) в сельских районах («неактивных точках»), включая медленное развертывание услуг на основе волоконно-оптических сетей, которые могли бы улучшить обслуживание (обычно FTTX для группы сельских зданий, возможно FTTP для изолированных зданий). Некоторые из этих WISP были созданы через широкополосную сеть Сообщества с использованием средств Европейского сельскохозяйственного фонда развития сельских районов.

## Обзор
WISP часто предлагают дополнительные услуги, такие как контент на основе местоположения, виртуальные частные сети (VPN) и IP-телефония. Изолированные муниципальные интернет-провайдеры и крупные инициативы в масштабе штата тесно связаны с беспроводными сетями.
WISP имеют большую долю рынка в сельской местности, где кабельные и цифровые абонентские линии (XDSL) недоступны; кроме того, с доступной технологией они могут соответствовать или превосходить скорости устаревших кабельных и телефонных систем. В городских условиях беспроводные соединения Gigabit распространены и обеспечивают уровни пропускной способности, ранее доступные только через дорогие оптоволоконное соединение.
Как правило, способ, которым работает WISP — это заказать оптоволоконный канал к центру области, которую они хотят обслуживать. Оттуда WISP начнет строить транспортные сети (гигабитные беспроводные или оптоволоконные) в возвышенных точках региона, таких как радиовышки, высокие здания, зернохранилища или водонапорные башни. В этих местах будут иметься точки доступа для обслуживания отдельных клиентов или транзитные перевозки к другим вышкам, где у них будет больше оборудования.
WISP также может использовать гигабитные беспроводные линии связи для подключения PoP (точка присутствия) к нескольким вышкам, что снижает необходимость оплаты оптоволоконных каналов к вышке. Для фиксированных беспроводных соединений небольшая тарелка или антенна монтируется на крыше здания заказчика и выравнивается по ближайшей антенной площадке WISP. При работе в ограниченном диапазоне интенсивно заполненной полосы частот 2,4 ГГц, как это делают почти все провайдеры WiFi на базе 802.11, нередко также можно увидеть точки доступа, установленные на световых столбах и зданиях заказчика.
Поскольку одному провайдеру услуг трудно создать инфраструктуру, предоставляющую глобальный доступ его абонентам, WECA поддерживает протокол WISPr, набор рекомендаций, одобренных альянсом, которые облегчают сетевой и межоператорский роуминг пользователей Wi-Fi. Современные беспроводные услуги имеют задержку, сопоставимую с другими наземными широкополосными сетями.

## Технологические проблемы
Распространение по линии прямой видимости и за пределами прямой видимости

### Внешние ресурсы
- Daily Wireless — Wireless ISP news
- Want Wireless Broadband Today? Try a WISP